# Wrightella superba
Wrightella superba är en korallart som beskrevs av Kükenthal 1919. Wrightella superba ingår i släktet Wrightella och familjen Melithaeidae. Inga underarter finns listade i Catalogue of Life.